# Felipe Berriozábal
Felipe Benicio Berriozábal Basabe (Zacatecas, Zacatecas, 23 de agosto de 1829 - Ciudad de México, 8 de enero de 1900) fue un político, militar liberal e ingeniero mexicano. Participó en la Guerra de Reforma. Formó parte de los gobiernos de Benito Juárez y Porfirio Díaz.

## Primeros años
Fue hijo del vasco Juan José Berriozábal y de la mexicana Soledad Basabe. Realizó sus estudios profesionales en la Escuela Nacional de Ingenieros, los cuales tuvo que interrumpir en 1847 para combatir la Intervención estadounidense en México. En 1849 se graduó como ingeniero, realizó el proyecto hidráulico de canalización del Río Lerma. Durante la Revolución de Ayutla participó con los liberales, bajo las órdenes del general Plutarco González. Durante la Guerra de Reforma, el general Santos Degollado lo nombró coronel de caballería auxiliar y más tarde ascendió a general de brigada.
Durante la Guerra de Reforma, participó en la Batalla de Salamanca, en la Batalla de Tacubaya, en los enfrentamientos de Temascaltepec y Yuriria. Actuó bajo las órdenes del general Ignacio Zaragoza al confrontar y derrotar a Leonardo Márquez en las Lomas de Calderón, pero fue hecho prisionero por Miguel Miramón en diciembre de 1860.
En 1862, participó en la defensa del Convento de San Agustín, en la Batalla de Las Cumbres, y en la Batalla de Puebla. En 1863, fue hecho prisionero por los franceses, logró fugarse uniéndose al presidente Benito Juárez, quien lo designó en 1865 como Ministro de la Guerra.

Los limpios antecedentes como militar y como gobernante, el patriotismo no desmentido y la acrisolada honradez del General D. Felipe Berriozábal,eran y fueron títulos para que los michoacanos lo recibieran con entusiasmo. Además, su trato caballeroso y fino y hasta su arrogante figura le afianzaron bien pronto las simpatías de todos. El partido liberal lo acogió como una esperanza; y en efecto, apenas se hizo cargo del Gobierno, cuando comenzó á dictar disposiciones acertadas y enérgicas para poner á Michoacán en estado de defensa y para que la lucha se iniciara en el momento mismo de aparecer el enemigo. Su decreto de 11 de Noviembre imponía á los prefectos de los departamentos el deber de declarar en estado de sitio sus respectivas localidades, tan pronto como se presentaran los invasores, disputándolas con las armas en la mano hasta donde fuera posible; se les ordenaba al mismo tiempo que si la cabecera del distrito era ocupada, no abandonasen su puesto, sino que se colocaran en el punto más inmediato para continuar las hostilidades y atender á la administración civil del departamento. Lo notable en los efectos de esta providencia es que ella siguió observándose durante toda la campaña, pues jamás cesaron de funcionar en sus respectivas demarcaciones las autoridades legitimas. No se limitó Berriozábal á municionar y acrecer la milicia regular, sino que autorizó y dio bases de organización á las guerrillas que tan valientes se mostraron en toda aquella época. 
Dispuso que los archivos públicos se trasladasen á lugares seguros; estableció métodos eficaces para que las oficinas de rentas pudiesen recaudar los impuestos, aun en los puntos ocupados por el enemigo, y dictó, en fin, cuantas medidas creyó oportunas para hacer frente á la situación. Entonces decayó el entusiasmo que se había notado entre los partidarios del Imperio, durante la administración de Uraga. Por un lado veían que aquella actitud de los liberales iba á ser duradera y era ya imponente, y por otro comenzaba á sufrir desengaños por parte de la Intervención, cuya política resultó no ser netamente reaccionaria: al contrario las leyes de Reforma hallaron desde luego decididos sostenedores entre los altos jefes de la expedición francesa, y más tarde entre los mismos emperadores Maximiliano y Carlota.
Los arzobispos Munguia y Labastida (ambos michoacanos), si grande empeño y participación tuvieron en que México cayese bajo el protectorado humillante de Napoleón III, después, cuando comprendieron las tendencias de la Intervención, casi fueron hostiles al Imperio que no pudo menos que aceptar las ideas liberales, ya hondamente arraigadas en México. Y sea porque la clerecía de Michoacán quisiese ser consecuente con aquellos prelados, ó porque no tenia interés propio en el éxito de la guerra, lo cierto es que en su mayor parte no se filió decididamente en el partido intervencionista. No faltaron individuos del alto y del bajo clero que diesen muestras de patriotismo, si bien fueron muchos los que, llevados del fanatismo, ó más bien dicho, del odio contra los republicanos, ayudaron á los invasores. 
Tal era el estado de los ánimos en el mes de Noviembre, cuando ya se preparaba en la ciudad de México la expedición que debía llevar la guerra á la patria de Morelos. El general Berriozábal, comprendiendo que la ciudad no podía resistir á las tropas francesas y al ejército traidor que sobre ella marchaban, expidió una ley (24 de Noviembre), declarando á üruapan capital del Estado de Michoacán mientras durase la guerra. 
El 27 del mismo Noviembre tuvo noticia el Gobierno de que las columnas expedicionarias del enemigo habían penetrado en el territorio del Estado. Al franquear la línea divisoria, la primera partida de franceses al mando del mayor 
Billot se encontró con la fuerza del coronel Ruiz Carrillo, de las tropas michoacanas. Largo y sangriento fué el combate, que hubo de resolverse á favor de los invasores por haberse presentado en el lugar de la acción el grueso de su ejército. La campaña se iniciaba ya formalmente en Michoacán: 
aquellos disparos presagiaron más de tres años de lucha encarnizada. El enemigo no había pisado el primer palmo de la tierra de Michoacán, sin encontrar al frente á los patriotas michoacanos.

## Carrera política
En 1865 fue nombrado secretario de Guerra durante el gobierno de Benito Juárez. Fue gobernador del estado de México y Michoacán, y a fines del siglo XIX fue nombrado Ministro de Gobernación por el presidente Porfirio Díaz. Finalmente, ocupó en 1896 la cartera de Ministro de Guerra y Marina. Murió el 8 de enero de 1900 y sus restos descansan en la Rotonda de las Personas Ilustres. En su honor, su apellido le fue dado al municipio de Coacalco de Berriozábal, en el Estado de México, así como a un municipio de la región centro del estado de Chiapas (DRR).